# Довер
Довер (енгл. Dover) је град и значајна трајектна лука у округу Кент који се налази у југоисточној Енглеској. Овај град, преко најужег дела Ламанша, гледа ка Француској. Довер је значајан због трајекта Кале - Довер, као и због тунела који пролази испод Ламанша, путем којих се може прећи из Француске у Британију и обратно. Град је окружен клифовима сачињеним од креде, који су познати као Бели клифови Довера.
Одлична локација Довера била је значајна током целе историје; археолошка истраживања су показала да је Довер увек био важно место за људе који долазе или одлазе из Британије. Назив Довер потиче од имена тамошње реке Доур. Град је, како указују археолошке ископине, био насељен још у каменом добу. 
Највећи број становника ради у луци, а значајна индустријска грана је и туризам.

## Галерија слика
- Црква свете Марије и римски светионик
- Доверски замак
- Панорама